# Wojciech Kluszewski
Wojciech Kluszewski herbu Jasieńczyk (ur. 1720, zm. 1779) – starosta brzeski, wielkorządca krakowski, na jego wniosek sejm w 1776 zakazał wnoszenia spraw o czary i stosowania tortur.

## Życiorys
Pochodził z miejscowości Kluszewo. Obejmował następujące urzędy: wojskiego płockiego (1747), cześnika ciechanowskiego (1748-1764), chorążego przasnyskiego (1764-1771), kasztelana bieckiego (1771-1779) oraz kasztelana wojnickiego (1779). Starostwem brzeskim zarządzał w latach 1770-1774. Żupami krakowskimi i ruskimi administrował w latach 1764-1772. Natomiast w okresie 1774-1777 był komisarzem do spraw handlu solą z Wyższą Administracją Salin w Wieliczce. W 1779 był prezesem Kompanii Kruszcowej Olkuskiej. Wielkorządami krakowskimi (Ekonomia (dobra królewskie)) administrował w latach 1767-1779, żupnik olkuski.
Żonaty był czterokrotnie: z Teresą Tarłówną, Teresą Ogrodzką, Anną Dembińską i Anną Łaszewską. Z trzeciego małżeństwa miał dwóch synów (Jacka i Makarego) oraz dwie córki (Annę i Franciszkę). 
Jako poseł ziemi ciechanowskiej na sejm elekcyjny był elektorem Stanisława Augusta Poniatowskiego w 1764 z ziemi ciechanowskiej. Poseł województwa krakowskiego na Sejm Czaplica 1766. W załączniku do depeszy z 2 października 1767 do prezydenta Kolegium Spraw Zagranicznych Imperium Rosyjskiego Nikity Panina, poseł rosyjski Nikołaj Repnin określił go jako posła właściwego dla realizacji rosyjskich planów na sejmie 1767 roku za którego odpowiada król, poseł województwa krakowskiego na sejm 1767. Poseł na sejm 1768 z województwa krakowskiego.
Członek konfederacji Andrzeja Mokronowskiego w 1776. Na wniosek Wojciecha Kluszewskiego podczas obrad sejmu w 1776 uchwalono osobną konstytucję zabraniającą stosowania tortur w procesach o czary i znoszącą na zawsze karę śmierci za paranie się magią. Akt ten został upamiętniony okolicznościowym medalem.
W dowód zasług król Stanisław August Poniatowski przyznał mu Order Świętego Stanisława (1773) i Order Orła Białego (1778).